# Vírus ARN
Vírus ARN (português europeu) ou Vírus RNA (português brasileiro) são vírus que têm RNA como material genético. Os vírus ARN são mais propensos a sofrer mutações genéticas, se comparados aos vírus ADN. Isto se deve ao fato de as enzimas virais ARN polimerase, ARN integrase e transcriptase reversa não serem capazes de corrigir erros que ocorrem durante a replicação do RNA. Em função de utilizarem enzimas celulares para a replicação, os vírus ADN têm consideravelmente menor taxa de mutação, pois tais enzimas possuem atividade reparadora de erros gerados durante a síntese de DNA. Estes vírus infectam organismos de todos os principais grupos de seres vivos (eucariotas, bacterias e arqueas) os últimos foram detectados por metagenômica.
Os vírus ARN estão organizados em 4 grupos do sistema de classificação de Baltimore:
- Grupo III (dsRNA): vírus com RNA fita dupla;
- Grupo IV ((+)ssRNA): vírus com RNA fita simples senso positivo;
- Grupo V ((-)ssRNA): vírus com RNA fita simples senso negativo;
- Grupo VI (ssRNA-RT): vírus com RNA fita simples senso positivo que realizam transcrição reversa.